# Ducat de Gandia
El Ducat de Gandia és un títol nobiliari creat per Martí l'Humà a partir del Senyoriu de Gandia i concedit a Alfons d'Aragó i Foix (el Vell) en 1399, amb Gandia com a centre del ducat.
El seu fill Alfons el Jove continua la tasca de son pare: impulsa el conreu de la canya de sucre i la indústria, edifica el Palau Ducal, el Monestir de Sant Jeroni de Cotalba, reforma la Col·legiata i continua potenciant la cort que alberga figures literàries com Ausiàs March, Joanot Martorell o Joan Roís de Corella. Davant la seua manca de descendència, el ducat torna al patrimoni reial i el rei Alfons V li'l concedeix al seu germà, l'infant Joan, quedant restabler que només a la mort del duc obraria la disposició en la seua plenitud. Així, a la mort d'Alfons el Jove, Joan II, ja aleshores rei de Navarra, pren possessió del Ducat en novembre de 1425. El 1439 el dona a son fill, el príncep Carles de Viana. La guerra declarada entre pare i fill fa que al 1451 el ducat torne a Joan II, qui en desembre de 1461 l'atorgarà a la seua segona esposa Joana Enríquez.
El 1485 el ducat és adquirit per Roderic de Borja (futur papa Alexandre VI) per al seu fill Pere Lluís de Borja, després de satisfer un deute que el rei tenia des del 1470 amb la ciutat de València, en el qual Gandia actuava com a penyora. Pere Lluís fou legitimat com a fill del cardenal Roderic de Borja per butlla del papa Sixt IV en 1481.
A la mort de Pere Lluís de Borja li succeeix son germà Joan Borja qui maridà amb Maria Enríquez (cosina de Ferran el Catòlic). D'aquest matrimoni va nàixer Joan de Borja i Enríquez, el qual resta orfe molt menut per l'assassinat de son pare a Roma l'any 1497. Des d'aquest any fins a la seua majoria d'edat, fou la duquessa Maria Enríquez qui actuà com a regent, desenrotllant una activa tasca en el desenvolupament cultural i econòmic del ducat. Joan de Borja i Enríquez fou pare de Francesc Borja. El nou duc emprèn una tasca urbanitzadora de la ciutat de Gandia --segona muralla-- i cultural que duu la ciutat a una etapa d'apogeu cultural i polític, a l'estil renaixentista italià. En 1550, quan ingressa en la Companyia de Jesús, abdica en son fill, Carles Borja, el qual contrau matrimoni amb Magdalena Centelles i Folch, germana i hereva del comte d'Oliva, i manté Gandia com un dels nuclis més influents i poderosos del panorama, fins a l'endeutament de la noblesa i les Germanies.
En 1520, l'emperador Carles I l'inclogué com un dels vint-i-cinc Grandes de España de Primera Creació. En 1693 el ducat de Gandia tingué un important paper en fer esclatar la Segona Germania. Després de la mort de na Maria Anna Antònia Lluïsa de Borja Aragó i Centelles, XII Duquessa de Gandia, en 1748 el títol de duc de Gandia quedà vinculat al de comte-duc de Benavente, marit de na Maria Ignàsia Joana Magdalena de Borja Aragó i Centelles, germana de la duquessa.

## Ducs de Gandia

### Dinastia Ribagorça
- Alfons Aragó i Foix
- Alfons el Jove

### Dinastia reial
- Joan II el Gran
- Carles de Viana
- Joana Enríquez

### Dinastia Borja
- Pere-Lluís de Borja
- Joan Borja i Cattanei
- Maria Enríquez de Luna, duquessa regent.
- Joan de Borja i Enríquez
- Francesc de Borja i Aragó
- Carles de Borja-Aragó i Castro
- Francesc Tomàs de Borja-Aragó i Centelles. (1551-1595), Duc de Gandia, Marqués de Llombai i comte d'Oliva (1592-1595). Heretà el títol ducal de Gandia a la mort de son pare el 1592. Tres anys després caigué malalt al seu Palau de Benicarló a València, des d'on es traslladà al dels comtes d'Oliva, on va morir. La seua dona, ja vídua, va ser nomenada cambrera major d'Isabel de Borbó.
- Carles Francesc de Borja-Aragó-Centelles i Fernández de Velasco. (8 de desembre 1573 — 7 de febrer 1632), Duc de Gandia, Marquès de Llombai i comte d'Oliva (1595-1632). Es casà el 1593 amb Artemissa Doria-Careto, filla de Giovanni Andrea-Doria, príncep de Melfi i capità general del Mediterrani. Heratà el títol a la mort de son pare, però va tindre problemes per l'herència amb sa mare, la qual li va plantejar un plet, gràcies a això es realitzà un inventari de tot els que es trobava en les diverses residències que posseïen. Ocupà càrrecs importants, com majordom major d'Isabel de Borbó, primera dona de Felip IV; va pertànyer al Consell del Rei, fou capità de les galeres del Regne de València i virrei i lloctinent a Sardenya. Va viure la beatificació del seu avi Francesc de Borja.
- Francesc Pasqual Dídac de Borja-Aragó-Centelles i Doria.
- Pasqual Francesc de Borja-Aragó-Centelles i Ponce de León
- Lluís Ignasi Francesc de Borja-Aragó-Centelles i Fernández de Córdoba
- Anna de Borja-Aragó-Centelles i Fernández de Córdoba

### Dinastia Pimentel
- Francesc Pimentel i de Silva
- Maria Josefa Pimentel i Téllez-Girón

### Dinastia Osuna
- Francisco de Borja Téllez-Girón i Pimentel
- Pedro de Alcántara Téllez-Girón i Beaufort-Spontin
- Mariano Téllez-Girón i Beaufort-Spontin
- Pedro de Alcàntara Téllez-Girón i Fernández de Santillán
- Luís Téllez-Girón i Fernández de Córdoba
- Mariano Téllez-Girón i Fernández de Córdoba
- Ángela María Téllez-Girón i Duc d'Estrada
- Ángela María de Ulloa y Solís-Beaumont